# ستيفاني كامب
ستيفاني كامب (بالإنجليزية: Stephanie Camp)‏ هي مؤرخة أمريكية، ولدت في 27 مارس 1968، وتوفيت في 2 أبريل 2014 بسبب سرطان.